# Amics i amants
Amics i amants (títol original: Friends & Lovers) és una pel·lícula estatunsidenca dramàtica escrita i dirigida per George Haas, estrenada el 1999. Ha estat doblada al català.

## Argument
Un grup d'amics es reuneixen quan un dels seus els convida a passar les vacances de Nadal a casa del seu pare. Ian té una relació difícil amb el seu pare. Dave és gai i verge. Jon ve acompanyat de la seva xicota alemanya que és seduïda per un monitor d'esquí. Keaton descobreix que la seva germana està embarassada i que rebutja dir qui és el pare.

## Repartiment
- Stephen Baldwin: Jon
- Neill Barry: Keaton McCarthy
- Suzanne Cryer: Jane McCarthy
- Robert Downey Jr.: Hans
- Alison Eastwood: Lisa
- George Newbern: Ian Wickham
- Danny Nucci: Dave
- Claudia Schiffer: Carla
- David Rasche: Richard Wickham
- Ann Magnuson: Katherine
- Leon Robinson: Tyrell